# Juan Carlos Carrillo
Juan Carlos Palacio Carrillo (ur. 10 października 1992 w Barranquilli) – kolumbijski bokser, reprezentant Kolumbii na Letnich Igrzyskach Olimpijskich w Rio de Janeiro.

## Kariera
W 2010 roku zdobył srebrny medal na Letnich Igrzyskach Olimpijskich Młodzieży w Singapurze w kategorii wagowej do 75 kg, gdzie przegrał w walce finałowej z Damieniem Hooperem 4:12. W tym samym roku zdobył również brąz na Młodzieżowych mistrzostwach świata w boksie mężczyzn.
Na igrzyskach panamerykańskich rozgrywanych w Toronto zdobył brązowy medal w wadze półciężkiej.
W 2016 roku reprezentował Kolumbię na igrzyskach olimpijskich w wadze półciężkiej, gdzie odpadł w 1/8 finału po przegranej z Francuzem Mathieu Bauderlique zajmując ostatecznie 9 lokatę.